# Отто Пфістер
Отто Пфістер (нім. Otto Pfister, нар. 24 листопада 1937 року, Кельн) — німецький футболіст, що грав на позиції нападника. По завершенні ігрової кар'єри — тренер. Останнім місцем роботи була національна збірна Афганістану, яку Отто очолював у період з 2017 по 2018 роки.
Пфістер є одним з найкращих німецьких тренерів, які працювали за межами Німеччини, 1992 року він був визнаний «Тренером року в Африці»[джерело?]. За свою кар'єру Пфістер керував дванадцятьма різними національними збірними, в тому числі й збірною Того на ЧС-2006.

## Ігрова кар'єра
Почавши грати у футбол в клубах рідного міста за «Вікторію» (Кельн) та «Кельн 99». У 21 рік Отто перебрався грати в Швейцарію, де виступав у «К'яссо» та «Гренхені», а вже в 23 роки Пфістер став поєднувати функції гравця і тренера, ставши граючим тренером.
Його перша робота після отримання сертифіката тренера була в ліхтенштейнській команді «Вадуц». Потім, протягом наступних 11 років, Пфістер поєднував гру на полі з тренерством у ряді клубів нижчих ліг Швейцарії. Завершив професійну кар'єру футболіста виступами за команду «Кур» у 1972 році.

## Кар'єра тренера

### Робота із африканськими збірними (1972—1995)
Завершивши у 35 років кар'єру гравця, Пфістер став повноцінним тренером і перебрався в Африку, де спочатку став тренером збірної Руанди, в якій пропрацював з 1972 по 1976 рік.
1976 року Пфістер очолив збірну Верхньої Вольти (нині — Буркіна-Фасо), з якою кваліфікувався на Кубок африканських націй 1978 року, вперше в історії збірної. Щоправда, вийти на континентальну першість німцю і його команді допоміг випадок — спочатку на турнір мала поїхати збірна Берега Слонової Кістки, яка була дискваліфікована за участь у другому кваліфікаційному матчі проти Малі недозволеного гравця, у той час як і Малі були дискваліфіковано через напад сил безпеки на суддів в першому матчі, тому путівку в фінальний турнір автоматично отримала Верхня Вольта, яка програла в першому раунді Берегу Слонової Кістки. На самому турнірі збірна Верхньої Вольти очікувано програла всі три матчі у групі, незабаром після чого Пфістер покинув команду.
1979 року став головним тренером команди Сенегал, де працював три роки, після чого очолював тренерський штаб збірної Берега Слонової Кістки (нині — Кот-д'Івуар).
У 1985 році Пфістер перейшов на посаду головного тренера збірної Заїру (нині — Демократична Республіка Конго), де він провів чотири роки, допомагаючи відновити колишню міць африканських чемпіонів 1974 року. Пфістер допоміг створити нове покоління команди, куди увійшли Ежен Кабонго, Гастон Мобаті, Пангі Мерікані та Жан-Сантос Мунтубіла, з якими пробився і взяв участь у Кубку африканських націй 1988 року, де знову зайняв зі збірною лише останнє місце у групі. Отто залишив збірну Заїру 1989 року.
Після цього Пфістер був запрошений очолити юнацьку збірну Гани, яку привів до перемоги на юнацькому чемпіонаті світу 1991 року в Італії. Гана зайняла друге місце у своїй групі, поступившись за різницею м'ячів Іспанії і просунулася до плей-оф, де вона перемогла Бразилію (2:1), а потім Катар (0:0 і 4:2 у серії пенальті), вийшовши у фінал, де знову мала зустрітись проти Іспанії. 31 серпня 1991 року Гана перемогла Іспанію з рахунком 1:0 у фіналі чемпіонату світу у Флоренції, принісши перший титул Гані. З дорослою збірною країни Отто кваліфікувався на Кубок африканських націй 1992 року. На континентальній першості Гана легко вийшла у чвертьфінал, вигравши по 1:0 в обох матчах групового етапу проти Єгипту та Замбії. В плей-оф ганці також з однаковим рахунком 2:1 переграли спочатку Конго, а потім Нігерію, потрапивши у вирішальний матч турніру. 26 січня 1992 року в Дакарі, Гана зустрілась з Кот-д'Івуаром в фіналі Кубка африканських націй. Після додаткового часу остаточний рахунок залишався 0:0 і переможець мав вирішитись у серії пенальті. Його з рахунком 11:10 пенальті виграли івуарійці, а команда Пфістера стала срібним медалістом турніру. Ця серія пенальті стала історичною, оскільки була першою у фіналі великого міжнародного турніру, де кожен з 11 гравців на полі пробивав пенальті. У тому ж 1992 році Пфістер був нагороджений званням кращого тренера Африки.

### Робота із азійськими збірними (1995—1999)
Загалом Пфістер залишався в Африці протягом 23 років, до 1995 року, працюючи за цей час головним тренером п'яти різних африканських націй (Верхня Вольта, Сенегал, Берег Слонової Кістки, Заїр та Гана), з трьома з яких виступав на найпрестижнішому континентальному турнірі. Лише після цього в 1995 році Пфістер перебрався до Азії, де спочатку став головним тренером національної збірної Бангладешу, з якою пропрацював до 1997 року, після чого очолив тренерський штаб збірної Саудівської Аравії, яку повіз на домашній Кубок конфедерацій 1997 року. На цьому турнірі підопічні німецького фахівця зайняли останнє місце у групі і не вийшли в плей-оф. Натомість Отто успішно провів відбіркову кампанію на чемпіонат світу 1998 року у Франції, але був звільнений безпосередньо перед турніром, тому що він просив саудівських шейхів менше втручатися в командні справи. Після того, як саудити програли перші два матчі на турнірі і не змогли вийти з групи, новий головний тренер Карлос Алберто Паррейра був звільнений, і Пфістер був відновлений на посаді головного тренера після завершення турніру. Після цього німецький тренер із саудівцями того ж 1998 року виграв Кубок арабських націй та став срібним призером Кубка націй Перської затоки.

### Робота з клубами (1999—2005)
У 1999 році він вирішив попрацювати з клубами. До 2002 року він очолював єгипетський «Замалек» з Каїра, який під його керівництвом в 2000 році став володарем Кубка Кубків Африки (вперше і востаннє в історії клубу), а в 2001 році — чемпіоном Єгипту та володарем національного Суперкубка.
З 2002 по 2004 роки Пфістер працював в туніському «Сфаксьєні», який під його керівництвом в 2003 році виграв Кубок туніської ліги. З Тунісу німецький тренер переїхав до Лівану, де став головним тренером клубу «Неджмех», який під його керівництвом став спочатку володарем Кубка країни, а потім вийшов в арабську Лігу чемпіонів. Пфістер з клубом також виграв Суперкубок Лівану та Ліванський елітний кубок в сезоні 2004/05. Він покинув клуб, коли колишній прем'єр-міністр Лівану Рафік Харірі, покровитель клубу, був убитий, після чого Отто керував єгипетським клубом «Аль-Масрі» до жовтня 2005 року.

### Збірна Того та участь у ЧС-2006
18 лютого 2006 року Пфістер став тренером збірної Того за три місяці до чемпіонату світу 2006 року, після звільнення Стівена Кеші, який вивів команду на «мундіаль», проте у січні 2006 року провалив Кубок африканських націй, не набравши жодного очка у групі, за що і був звільнений. Перед самим чемпіонатом світу Пфістер зіткнувся із страйком гравців збірною через невиплату федерацією бонусів. У відповідь на це німецький тренер 9 червня пішов у відставку, заявивши, що він не може більше працювати. Тим не менш Пфістер був відновлений через три дні після виконання вимог гравців. Щоправда, через усі проблеми ганці провально виступили на дебютному для себе чемпіонаті світу, програвши усі три матчі у групі (1:2 Південній Кореї, 0:2 Швейцарії і 0:2 Франції). Незабаром після турніру, 8 вересня 2006 року, Пфістер оголосив, що угода не була продовжена і він покинув збірну, після чого тренував суданський клуб «Аль-Меррейх».

### Подальша кар'єра
27 жовтня 2007 року Пфістер був призначений тренером збірної Камеруну серед 80 інших кандидатів. Він тренував Камерун на Кубку африканських націй 2008 року, який відбувся в Гані. На турнірі сенегальці дійшли до фіналу, де поступились Єгипту (0:1). Таким чином Пфістер вдруге у своїй кар'єрі програв фінал континентального турніру. Німецький тренер покинув збірну 26 травня 2009 року.
З 6 квітня 2011 року і по 2012 рік очолював тренерський штаб національної збірної Тринідаду і Тобаго, після чого знову працював з суданським «Аль-Меррейхом», з яким став фіналістом Кубка конфедерації КАФ.
У січні 2015 року очолив «УСМ Алжир», але вже 18 травня того ж року Пфістер був звільнений з посади тренера.
З 6 лютого 2017 року по 31 березня 2018 року очолював тренерський штаб збірної Афганістану. Був звільнений після невиходу збірної з групи у третьому рауді кваліфікації до Кубка Азії 2019, де афганці зустрічалися зі збірними Йорданії, В'єтнаму та Камбоджі.

## Тренерська статистика
Станом на 12 липня 2022
| Команда               | З      | По     | Результати | Результати | Результати | Результати | Результати | Результати |
| Команда               | З      | По     | І          | В          | Н          | П          | В %        |            |
| --------------------- | ------ | ------ | ---------- | ---------- | ---------- | ---------- | ---------- | ---------- |
| «Вадуц»               | 1961   | 1963   | 50         | 24         | 8          | 18         | 48.00      |            |
| «Санкт-Галлен»        | 1963   | 1966   | 86         | 44         | 16         | 26         | 51.16      |            |
| «Нордштерн Базель»    | 1966   | 1968   | 55         | 17         | 15         | 23         | 30.91      |            |
| «Мутьє»               | 1968   | 1969   | 25         | 6          | 7          | 12         | 24.00      |            |
| «Кур»                 | 1969   | 1972   | 59         | 28         | 9          | 22         | 47.46      |            |
| Руанда                | 1972   | 1976   |            |            |            |            | —          |            |
| Буркіна-Фасо          | 1976   | 1978   |            |            |            |            | —          |            |
| Сенегал               | 1979   | 1982   | 34         | 18         | 7          | 9          | 52.94      |            |
| Берег Слонової Кістки | 1982   | 1985   | 30         | 15         | 11         | 4          | 50.00      |            |
| Заїр                  | 1985   | 1989   |            |            |            |            | —          |            |
| Гана                  | 1992   | 1993   |            |            |            |            | —          |            |
| Бангладеш             | 1995   | 1997   | 18         | 6          | 2          | 10         | 33.33      |            |
| Саудівська Аравія     | 1997   | 1998   | 31         | 16         | 9          | 6          | 51.61      |            |
| Саудівська Аравія     | 1998   | 1999   | 14         | 11         | 2          | 1          | 78.57      |            |
| «Замалек»             | 1999   | 2002   | 53         | 42         | 6          | 5          | 79,25      |            |
| «Сфаксьєн»            | 2002   | 2004   | 30         | 12         | 9          | 9          | 40,00      |            |
| «Неджмех»             | 2004   | 2005   | 26         | 20         | 4          | 2          | 76,92      |            |
| «Аль-Масрі»           | 2005   | 2005   | 4          | 1          | 2          | 1          | 25,00      |            |
| Того                  | 2006   | 2006   | 5          | 1          | 0          | 4          | 20,00      |            |
| «Аль-Меррейх»         | 2006   | 2007   | 27         | 17         | 5          | 5          | 62,96      |            |
| Камерун               | 2007   | 2009   | 15         | 10         | 1          | 4          | 66,67      |            |
| Тринідад і Тобаго     | 2011   | 2012   | 7          | 5          | 0          | 2          | 71,43      |            |
| «Аль-Меррейх»         | 2014   | 2014   | 15         | 10         | 4          | 1          | 66.67      |            |
| «УСМ Алжир»           | 2015   | 2015   | 13         | 3          | 7          | 3          | 23.08      |            |
| Афганістан            | 2017   | 2018   | 8          | 2          | 3          | 3          | 25.00      |            |
| Всього                | Всього | Всього | 598        | 301        | 128        | 169        | 50.33      |            |

## Титули і досягнення
- Фіналіст Кубка африканських націй (2): 1992 (з Ганою), 2008 (з Камеруном)
- Володар Кубка арабських націй: 1998 (із Саудівською Аравією)
- Фіналіст Кубка націй Перської затоки: 1998 (із Саудівською Аравією)
- Чемпіон світу серед юнаків: 1991
- Фіналіст Кубка Конфедерацій КАФ: 2007 (з «Аль-Меррейхом»)
- Переможець Кубка володарів кубків КАФ: 2000 (з «Замалеком»)
- Фіналіст Суперкубка КАФ: 2001 (з «Замалеком»)
- Володар Кубка Судану: 2007 (з «Аль-Меррейхом»)
- Чемпіон Лівану: 2004/05 (з «Неджмехом»)
- Володар Суперкубка Лівану: 2004 (з «Неджмехом»)
- Володар Кубка туніської ліги: 2003 (зі «Сфаксьєном»)
- Володар Кубка єгипетської ліги: 2002 (із «Замалеком»)
- Чемпіон Єгипту: 2001/02 (із «Замалеком»)
- Володар Кубка Єгипту: 2002 (із «Замалеком»)
- Тренер року в Африці: 1992